# Бехукаль-де-Окампо (муниципалитет)
Бехукаль-де-Окампо (исп. Bejucal de Ocampo) — муниципалитет в Мексике, штат Чьяпас, с административным центром в одноимённом посёлке. Численность населения, по данным переписи 2020 года, составила 7365 человек.

## Общие сведения
Название муниципалитета составное: Bejucal с языка науатль можно перевести как — изобилие винограда, а Ocampo дано в честь Мельчора Окампо — национального героя и реформатора.
Площадь муниципалитета равна 78,7 км², что составляет 0,1 % от площади штата, а наиболее высоко расположенное поселение Бандерас, находится на высоте 2699 метров.
Он граничит с другими муниципалитетами Чьяпаса: на севере и востоке с Аматенанго-де-ла-Фронтерой, на юге с Масапа-де-Мадеро, на юго-западе с Эль-Порвениром, и на западе с Ла-Грандесой.
Это наименее католический муниципалитет в наименее католическом штате Мексики: только 19 % жителей — католики, большую часть населения составляют свидетели Иеговы и баптисты.

## Учреждение и состав
Муниципалитет был образован в 1926 году, по данным 2020 года в его состав входит 37 населённых пунктов, самые крупные из которых:
| Код INEGI                  | Населённый пункт                                                                                     | Численность населения (2005 год) | Численность населения (2010 год) | Численность населения (2020 год) |
| -------------------------- | --- | -------------------------------- | -------------------------------- | -------------------------------- |
| 010                        | Всего                                                                                                | 6612                             | 7623                             | 7365                             |
| 0019                       | Охо-де-Агуа-Сентро (исп. Ojo de Agua Centro) 15°29′52″ с. ш. 92°10′23″ з. д.                         | 571                              | 896                              | 802                              |
| 0012                       | Реформа (исп. Reforma) 15°32′05″ с. ш. 92°07′18″ з. д.                                               | 520                              | 730                              | 745                              |
| 0017                       | Эль-Молино (исп. El Molino) 15°30′22″ с. ш. 92°08′55″ з. д.                                          | 424                              | 483                              | 463                              |
| 0009                       | Эль-Пино (исп. El Pino) 15°27′23″ с. ш. 92°09′48″ з. д.                                              | 523                              | 530                              | 443                              |
| 0007                       | Охо-де-Агуа-Гранде (исп. Ojo de Agua Grande) 15°29′25″ с. ш. 92°09′45″ з. д.                         | 504                              | 609                              | 436                              |
| 0006                       | Ла-Лагуна (исп. La Laguna) 15°31′30″ с. ш. 92°10′22″ з. д.                                           | 472                              | 575                              | 407                              |
| 0002                       | Лос-Агуакаталес (исп. Los Aguacatales) 15°29′33″ с. ш. 92°11′27″ з. д.                               | 294                              | 392                              | 382                              |
| 0026                       | Ла-Асьенда (исп. La Hacienda) 15°31′48″ с. ш. 92°11′04″ з. д.                                        | 251                              | 306                              | 341                              |
| 0001                       | Бехукаль-де-Окампо (исп. Bejucal de Ocampo) 15°27′19″ с. ш. 92°09′30″ з. д. (административный центр) | 366                              | 315                              | 294                              |
| —                          | Прочие                                                                                               | 2687                             | 2787                             | 3052                             |
| Названия на карте Генштаба | |                                  |                                  |                                  |

## Экономическая деятельность
По статистическим данным 2000 года, работоспособное население занято по секторам экономики в следующих пропорциях:
- сельское хозяйство и животноводство — 81,3 %;
- промышленность и строительство — 6,5 %;
- торговля, сферы услуг и туризма — 10,7 %;
- безработные — 1,5 %.

## Инфраструктура
По статистическим данным 2020 года, инфраструктура развита следующим образом:
- электрификация: 99,2 %;
- водоснабжение: 21,9 %;
- водоотведение: 95,2 %.

## Туризм
Муниципалитет интересен горными пейзажами; пещерами, достигающими в длину двух миль; реками, образующими на склонах гор небольшие водопады и перекаты; богатой флорой и фауной.